# فرانكلين ويبستر
فرانكلين ويبستر (بالإسبانية: Franklin Webster)‏ هو لاعب كرة قدم هندوراسي في مركز الهجوم، ولد في 7 أغسطس 1978 في سان بيدرو سولا في هندوراس. لعب مع نادي سانتانيكوس أسوشيتد ونادي فيكتوريا.